# Frankie Lymon
Franklin Joseph Lymon, conosciuto come Frankie Lymon (New York, 30 settembre 1942 – Harlem, 27 febbraio 1968), è stato un cantante e compositore statunitense.

## Biografia

### Carriera

#### Gioventù e formazione (1942-1953)
Franklin Joseph Lymon è nato il 30 settembre 1942 a Washington Heights, quartiere nel nord di Manhattan, a New York, dall'autista di camion Howard Lymon (1917-1972), e dalla moglie Jeanette Stribling, domestica. La famiglia, di umili origini operaie, e composta anche dagli altri suoi tre fratelli Howie, Lewis e Timmy, è molto povera e quando Franklin ha soltanto 10 anni, inizia a lavorare come fattorino di un supermercato. Tuttavia, a causa dei guadagni rivelatisi spesso fin troppo modesti derivanti da tale impiego, si vide più volte costretto a prostituirsi, entrando in contatto con i bassifondi oscuri e malfamati di Harlem e che lo portò a suo dire ad intraprendere una relazione con una donna il doppio più grande di lui.
Parallelamente a ciò, il giovane Frankie inizia presto a coltivare anche una passione viscerale per la musica, soprattutto quella doo-wop: a quei tempi, tra l'altro, in un'America segnata dalla piaga della segregazione razziale, il canto rappresentava per i ragazzi afroamericani non soltanto uno svago, ma anche una delle poche opportunità di avanzamento sociale. Cominciò quindi anch'egli ad esibirsi in piccoli spettacoli di ballo allestiti per le strade di Brooklyn, spesso a piedi nudi per non rovinare l'unico paio di scarpe in suo possesso, mentre nel restante tempo libero, essendo insieme ai genitori membro del coro della Chiesa locale, venne introdotto al gospel, prima sua esperienza in assoluto con il canto organizzato e armonico, e che in seguito avrebbe esercitato un'influenza duratura nel suo stile vocale.

#### The Teenagers e successo nazionale (1954-1957)

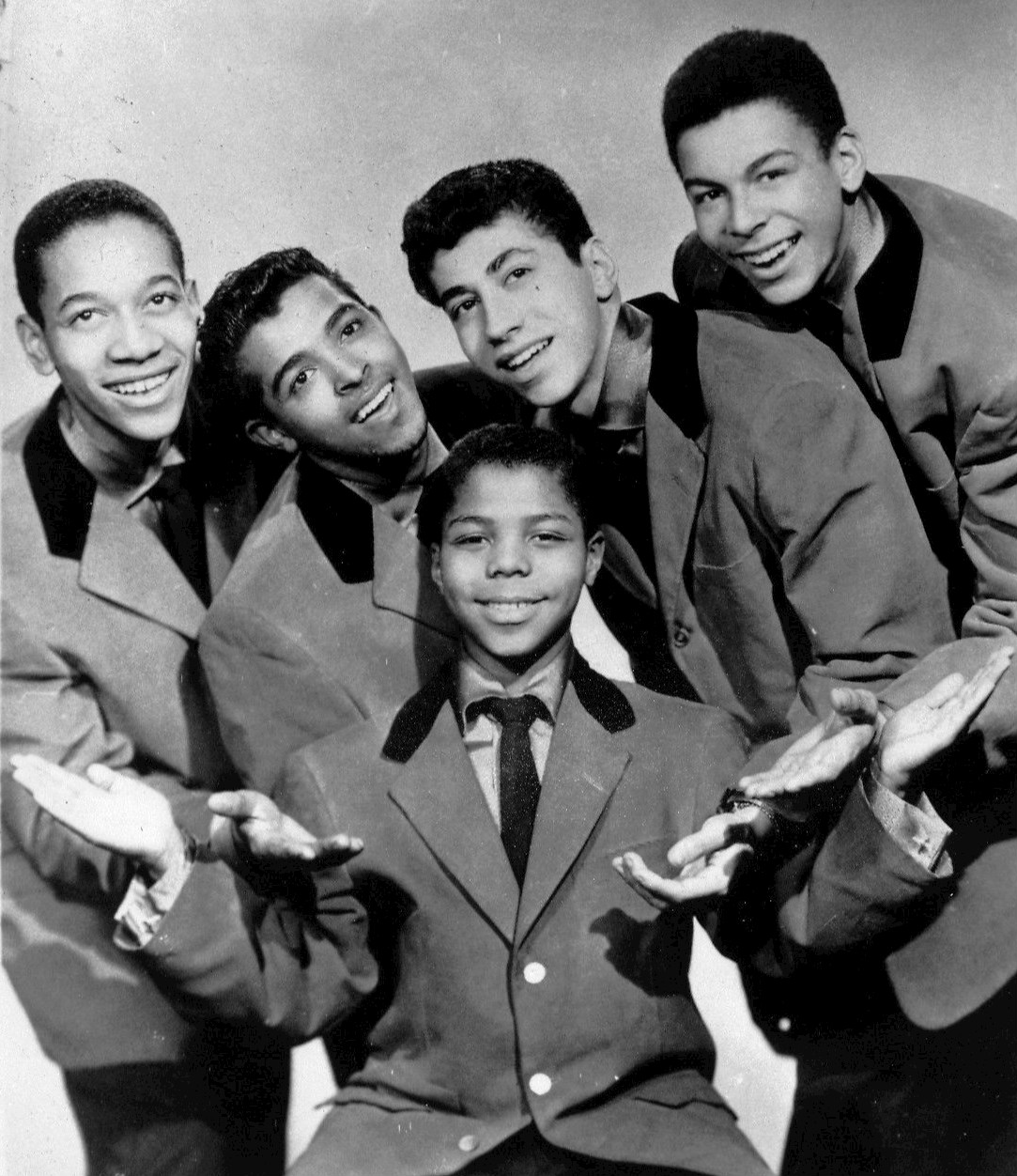
I Frankie Lymon and the Teenagers in uno scatto del 1956. Da sinistra a destra: Jimmy Merchant, Herman Santiago, Joe Negroni e Sherman Garnes. In basso, al centro: Frankie Lymon.

Nel 1954, all'età di dodici anni, Lymon assistette ad un concerto dei Coupe de Villes, band doo-wop amatoriale, e fu in seguito invitato dal frontman Herman Santiago a visitarli all'interno del backstage una volta terminata l'esibizione. Colpiti dalla sua straordinaria abilità nel canto, tutti i membri insistettero affinché il giovane Franklin, all'epoca dei fatti poco più che dodicenne, si unisse al gruppo, ora noto come i The Teenagers: accettata l'offerta, a partire dall'anno successivo Franklin iniziò a scrivere le sue prime canzoni, tra cui il loro debutto Why Do Fools Fall in Love. Il singolo ebbe un discreto successo iniziale, sino a guadagnarsi le attenzioni del cantante Richard Barrett, che riuscì a procurare loro un'audizione con il produttore George Goldner, capo della Gee Records. Tuttavia, il giorno del provino, Santiago era in ritardo: non potendo eseguire il brano senza voce, Lymon si fece avanti per cantarlo, poiché conosceva le parti vocali a memoria avendo contribuito più di ogni altro alla scrittura del pezzo, e facendo guadagnare ai The Teeangers il loro primo contratto discografico.
Nel 1956 uscì il singolo Why Do Fools Fall in Love, che raggiunse il sesto posto della Billboard Hot 100 e conquistò la 1ª posizione della Hot R&B/Hip-Hop Songs, dove rimase per 5 settimane consecutive per un totale di due milioni di copie vendute negli Stati Uniti. Dall'album d'esordio, intitolato The Teenagers Featuring Frankie Lymon, furono estratti altri quattro singoli entrati tutti nella top ten della rivista Billboard: I Want You to Be My Girl, I Promise to Remember, il suo lato B Who Can Explain?, The ABC's of Love e I'm Not a Juvenile Delinquent. Il successo fu enorme, e se, da una parte sancì la definitiva consacrazione del gruppo di Harlem, divenuto ormai una delle band più richieste in molti locali e feste private della Grande Mela, di lì a pochi anni avrebbe decretare l'inevitabile crollo di popolarità dei Teenagers come gruppo e salita alla ribalta del solo Lymon. La sua presenza scenica, seducente, esplosiva e carismatica, ma talvolta giudicata fin troppo invadente agli occhi del gruppo, unita ai numerosi tentativi di Goldner di offrirgli spazi da solista, che diventarono sempre più insistenti durante un tour in Europa intrapresa nel 1957, portò al brusco scioglimento della band subito dopo uno show al London Palladium.

#### La fallimentare carriera solista (1957-1965)
Come artista solista, Lymon tuttavia non ebbe mai lo stesso successo di cui aveva goduto con i The Teenagers. Passato nel frattempo alla Roulette Records, nella puntata trasmessa il 19 luglio 1957 del The Big Beat, in diretta televisiva sulla ABC e condotto da Alan Freed, il cantante invitò una ragazza adolescente bianca a ballare con lui sul palco, causando uno scandalo mediatico a livello nazionale, soprattutto tra i proprietari delle emittenti televisive del Profondo Sud (in quanto ancora saldamente radicati a una mentalità razzista e puritana) e The Big Beat fu cancellato. Le vendite di Lymon, in lento declino da anni, calarono drasticamente nei primi anni '60, e le loro sorti non furono invertite neanche dal suo unico successo avuto dall'uscita dai The Teenagers, una cover della hit di Bobby Day Little Bitty Pretty One, uscita nel 1960 ma che era stata incisa nel 1957.

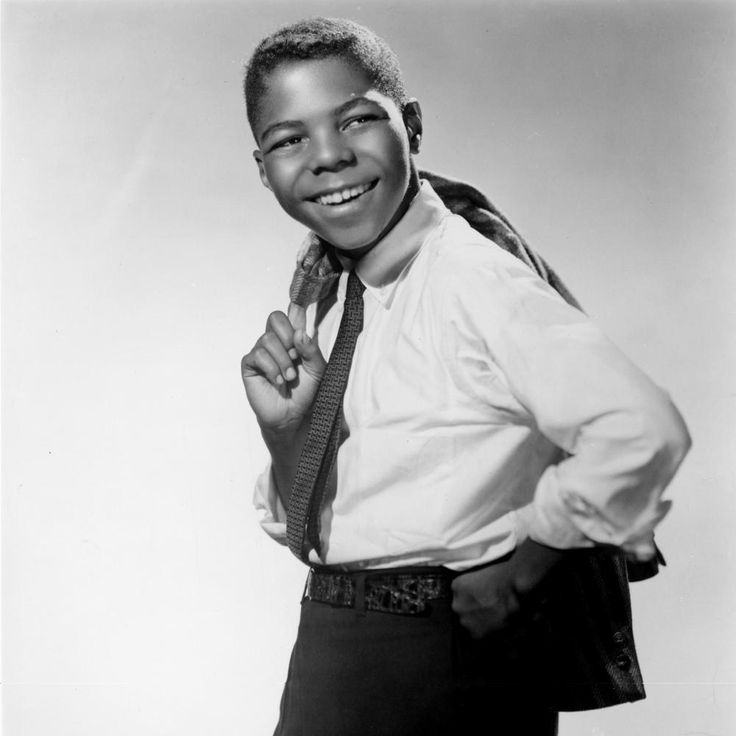
Frankie Lymon nel 1957.

La sua esibizione più celebre offerta in carriera fu proprio quella del sopracitato singolo ad American Bandstand, show condotto da Dick Clark in un contesto televisivo piuttosto surreale. Gli spettatori presenti in studio erano stati in precedenza avvertiti di non alzarsi né ballare dalla rete, poiché quest'ultima era preoccupata che una reazione troppo entusiasta per un'artista afroamericano da parte di un pubblico bianco e costituito perlopiù da giovani ragazze avrebbe potuto suscitare possibili azioni di boicottaggio nelle aree più conservatrici degli Stati Uniti. Con passo sicuro e sorriso smagliante, Frankie Lymon si lanciò ugualmente in una brillante ed energica performance scandita dal battimani generale degli spettatori, molti dei quali apparirono con espressioni visibilmente trattenute, confuse o a disagio, sia a causa della presenza di agenti di polizia nello studio chiamati a garantire l'ordine pubblico, che per lo stupore collettivo nel realizzare che Lymon fosse in realtà nero.
Dipendente dall'eroina dall'età di 15 anni, Lymon sprofondò ulteriormente nel consumo di alcolici e abuso di sostanze stupefacenti. Oltre a questo, anche la sua vita familiare non fu mai felice: le sue tre mogli (ognuna delle quali totalmente all'oscuro dell'esistenza delle altre due), sopratutto Zola Taylor, la cantante dei The Platters, tentarono di convincerlo più volte a farsi ricoverare in cliniche private, ma senza mai riuscire a salvarlo del tutto dalla droga.

#### Declino fisico, guai con la giustizia e morte (1966-1968)

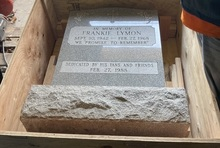
La lapide di Frankie Lymon.

Il 21 giugno 1966, Lymon viene arrestato per possesso illegale di eroina, e scontò la propria pena prestando servizio nella base miilitare di Fort Gordon, in Georgia; conobbe l'insegnante di scuola elementare Emira Eagle, con cui si sposò nella vicina Augusta nel giugno 1967. Congedato dall'esercito, Lymon provò a smettere di drogarsi, ma ogni suo tentativo fu vano: ben presto l'alcolismo di cui soffriva si aggravò ulteriormente, cadde in miseria ed continuò a guadagnarsi da vivere iniziando ad accettare qualsiasi impiego, esibendosi perlopiù in squallidi locali di periferia, talvolta ubriaco e reggendosi a malapena in piedi.
Morirà dimenticato da tutti il 27 febbraio 1968, all'età di soli 25 anni, quando viene ritrovato senza vita sul pavimento del bagno di sua nonna a New York per un'overdose di eroina, somministrata con l'ausilio di una siringa rinvenuta al suo fianco. Sepolto in una tomba anonima nel Cimitero di Saint Raymond, ubicato nella sezione di Throggs Neck, nel Bronx, Lymon ha una seconda lapide oggi esposta in un museo di Bay City, nel Michigan.

## Why Do Fools Fall in Love?
L'attribuzione della stessa fu oggetto di cause legali. Inizialmente era stata attribuita a Lymon e al produttore George Goldner, il cui nome era stato sostituito da quello di Morris Levy quando questi rilevò gli interessi di questi nella Gee Records, la casa di produzione dei Teenagers.
Dopo una lunga battaglia legale, i credits furono dati nel dicembre del 1982 ad Herman Santiago, primo tenore del gruppo e solista prima di Lymon, e all'altro componente del gruppo Jimmy Merchant. Santiago, unico latinoamericano del gruppo, era addirittura un senzatetto in quel periodo e si ritrovò così all'improvviso a essere miliardario.
Quattro anni dopo, nel 1996, la Corte di Appello ribaltò la sentenza, stabilendo che Santiago e Merchant non avevano sottoposto il caso alla corte in un tempo ragionevole, riportando i credits a Levy e a Lymon, o meglio ai suoi eredi, tanto che la Emi dà a loro il titolo di autori della stessa.

## Riconoscimenti
- Young Hollywood Hall of Fame (1950's)

## Discografia

### Con i Frankie Lymon & The Teenagers
Album
- 1956 - The Teenagers Featuring Frankie Lymon (Gee Records)

Singoli
- 1956: Why Do Fools Fall in Love / Please Be Mine
- 1956: I Want You to Be My Girl / I'm Not a Know-It-All
- 1956: I Promise to Remember / Who Can Explain
- 1956: The ABC's of Love / Share
- 1957: I'm Not a Juvenile Delinquent / Baby, Baby
- 1957: Paper Castles / Teenage Love
- 1957: Love Is a Clown / Am I Fooling Myself Again
- 1957: Out in the Cold Again / Miracle in the Rain
- 1957: Goody Goody / Creation of Love
- 1957: Everything to Me / Flip Flop

### Da solista
Album
- 1958 - Rock'n'roll (Roulette Records)
- 1978 - Why Do Fools Fall in Love? (PYE Records, PRT Records)
- 1987 - Hits and Rareties (Star-Club Records)
- 1991 - At the London Palladium (Collectables)

Singoli
- 1957: My Girl / So Goes My Love
- 1959: Little Bitty Pretty One / Creation of Love
- 1960: Buzz Buzz Buzz / Waitin' in School
- 1961: Jailhouse Rock / Silhouettes
- 1961: Change Partners / So Young (And So in Love)
- 1961: Young / I Put the Bomp
- 1964: To Each His Own / Teacher, Teacher
- 1964: Somewhere / Sweet and Lovely
- 1969: I'm Sorry / Seabreeze